# Acmaeops smaragdula
Acmaeops smaragdula là một họ bọ Cánh cứng trong phân họ Lepturinae, họ bọ cánh cứng sừng dài. Loài này phân bố ở Belarus, Phần Lan, Pháp, Trung Quốc, Ý, Latvia, Mông Cổ, Na Uy, Ba Lan, Nga, Thụy Điển, và Thụy Sĩ.

## Phân loài
Có một dạng khác trong loài này:
- Acmaeops smaragdula var. morio (Fabricius, 1792)